# Tykev olejná
Tykev olejná (Cucurbita pepo var. oleifera, syn. C. pepo var. styriaca) je jednoletá jednodomá cizosprašná rostlina z čeledi tykvovitých (Cucurbitaceae), vzniklá spontánní mutací tykve obecné (Cucurbita pepo L.). Pochází z Ameriky, ale dnes je rozšířena po celém světě. Poskytuje olejnatá a bílkovinami bohatá semena a velký výnos dužniny plodů.

## Botanická charakteristika
Tykev olejná je náročná teplomilná plodina s poměrně krátkou vegetační dobou. Sumou teplot ji můžeme přirovnat k vinné révě.  Má bohatý kořenový systém, bujný vzrůst, lodyha je hranatá, drsně chlupatá, listy velké a řapíkaté, srdčitě vejčité. Kvete žlutě a tvoří více květů, na rostlině se však vyvinou jen 2–4 plody (bobule). Semena jsou plochá, eliptická, bílá, žlutá, šedozelená i černá.

### Odrůdy
- „Apetit“ – „Bezslupkatá tykev“ s poloplazivou lodyhou. Středně větví. Je určena pro produkci semene na konzum i lisování. Má výborný zdravotní stav. Semeno má vysokou nutriční hodnotu, obsahuje zinek.[3]
- „Eso“ – Velmi výnosná odrůda tykve olejné s plazivou lodyhou. Bezslupkatá semena této tykve jsou větší a mají tmavší barvu než u odrůdy Apetit. Plody vyzrávají vyrovnaně a jsou velmi vhodné pro mechanizovanou sklizeň.[3]
- „Olga“ – k přímé konzumaci, pražení i k lisování oleje. Použitelná je i dužina jak k přímé spotřebě, tak i ke konzervaci. Rostlina je plazivého vzrůstu, středně větvená s dobře vyvinutými úponky. Mladý plod středně zelený s výraznou bělavou skvrnitostí, slabě až středně lesklý. Plod plně vyvinutý je středně až tmavě zelený, kulovitého tvaru, v botanické zralosti středně až tmavě oranžový. Semeno velké, elipsovitého tvaru, bez slupky, tmavě zelené.[4]
- „Opavská“ – Plazivé až několik metrů dlouhé větvící výhony. Plod kulatý, střední velikosti, střídavě zeleně a oranžově zbarvený, v plné zralosti v různých odstínech oranžové barvy. Poměrně velké bezslupké semeno (HTS 180–200 g) tvoří asi 2 až 4 % hmotnosti plodů, obsahuje 45–47% oleje. Výsev okolo 10.5. (výsevek 0,02 MKS/ha), výsadba okolo 20.5. (cca 10 tis. jedinců na hektar).[5]

## Význam a možnosti využití
Hlavním produktem jsou semena (bezslupková jádra), která mají vysokou nutriční hodnotu. Cílem pěstování tykve olejné je dosažení vysokého výnosu semen vhodných k technickému zpracování na přímý konzum a olej. Jádra tykve dodávají lidskému tělu důležité minerální látky a některé stopové prvky. Semena obsahují 45–50 % oleje , 32–38 % dusíkatých látek, 3–5% sacharidů, 2–4% hrubé vlákniny a 4–6% minerálních látek.
Oleje získaného moderní technologií lisování tykvových semen zastudena je využíváno ve farmaceutickém průmyslu k výrobě léků. Olej získaný tepelnou cestou se používá v kuchyni. Pokrutiny, které vzniknou lisováním, mají výbornou krmivářskou hodnotu.
Dýňový olej je specialitou rakouského Štýrska. Olej s přízviskem GDA (Geschütze Geografische Angabe – EU uznaná značka potvrzující původ) se lisuje pouze ve Štýrsku z místních dýní, jejichž semena byla zhruba sto let trvajícím procesem šlechtění zbavena tvrdé dřevnaté slupky. Dnes jsou potažena jen tenkou „kůžičkou“, takže lisování oleje z těchto semen je daleko efektivnější než v případě jiných odrůd.
Tykve také obecně patří mezi výborné nektodárné rostliny a mají tak velký význam ve včelařství. Kvetou od června do konce září. Druhové medy tykví jsou však velmi vzácné, uvádějí se z Ukrajiny. Jsou žluté, někdy až nahnědlé, voní typickou vůní dýní a rychle krystalizují v jemných krystalech.

### Využití v kuchyni a vliv na lidské zdraví

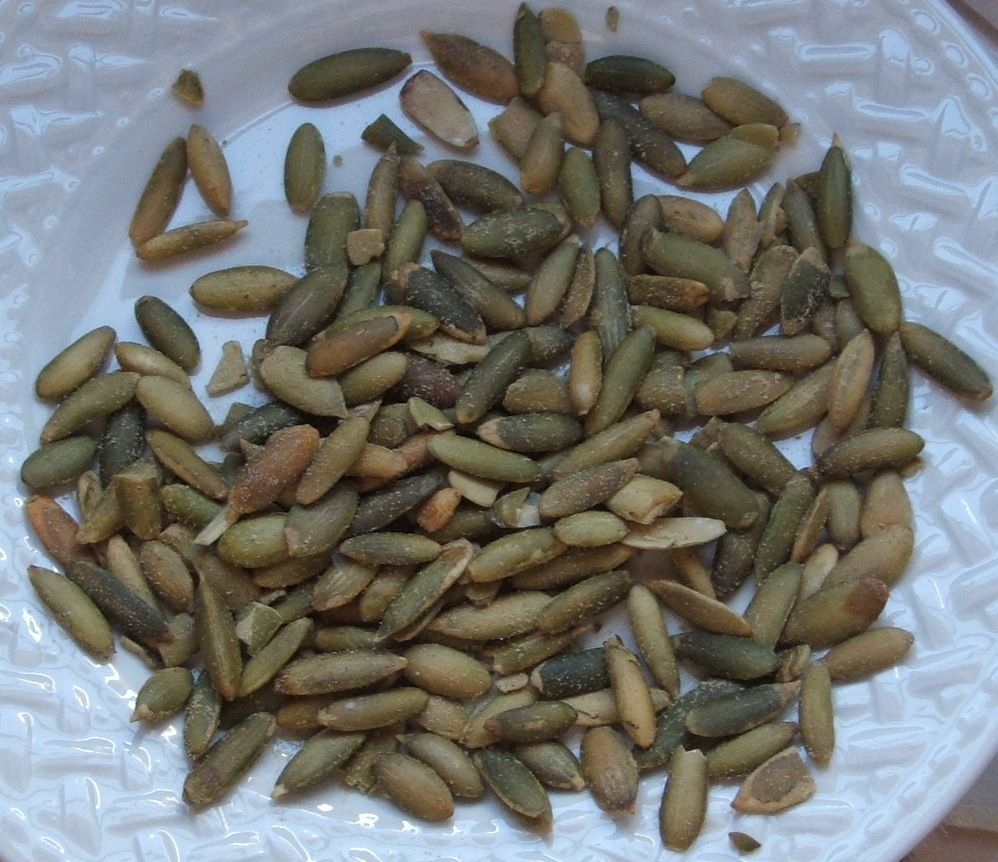
Pražená a solená dýňová semínka

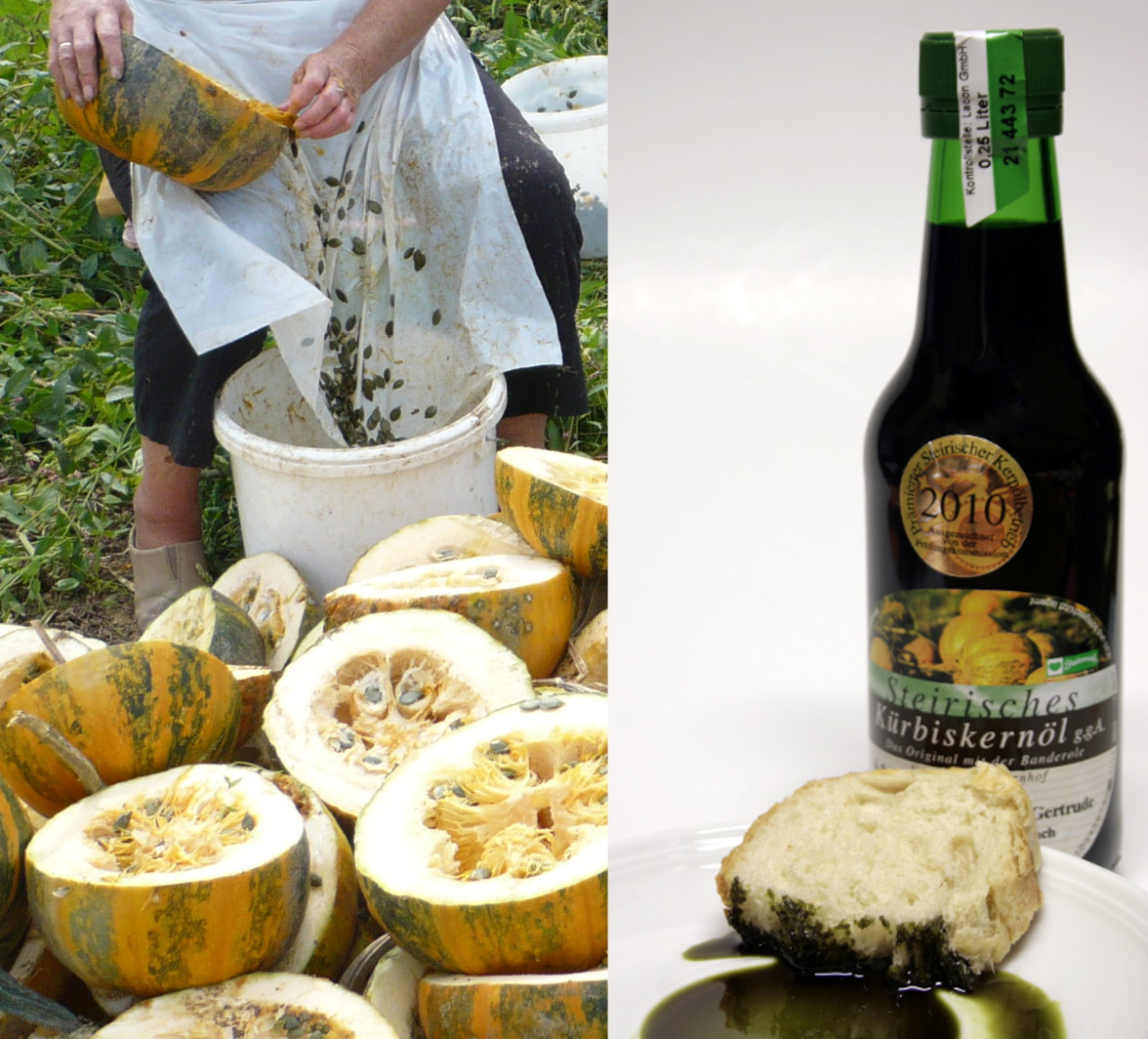
Štýrské zlato – olej z tykve olejné

Dužina dýně olejné není větsinou určena ke konzumaci, a využívají se pouze semena, z nichž se získává olej. Lisuje se za studena, má hnědozelenou barvu a lahodnou chuť. Je určen ke konzumaci zastudena, přidává se do salátů či dýňové polévky, někdo jej konzumuje přímo – jednu až dvě polévkové lžíce denně. Tento olej je bohatý na aminokyseliny, nenasycené mastné kyseliny a celou řadu prvků, jako je např. hořčík, vápník, zinek a železo. Díky svému složení dále povzbuzuje dýňový olej krevní oběh a působí příznivě na trávicí trakt. Při kazivosti zubů se doporučuje jako zubní olej. Rovněž by po něm měly sáhnout osoby trpící lupénkou, akné a některými typy ekzémů. Používá se jako základ vlasových zábalů pro vlasy namáhané a poškozené. Vyživuje nehtové lůžko, a tím podporuje růst nehtů a jejich zpevnění.
Dýňová semínka jsou zdrojem nenasycených kyselin, které snižují cholesterol, působí příznivě na krevní tlak a snižují tak riziko infarktu a mrtvice. Šedozelená semena oříškově nasládlé chuti obsahují nejen zinek a vitamin E, ale i vitaminy A, D, dále vitaminy skupiny B a minerály jako selen, draslík, vápník, fosfor, hořčík, měď, mangan a železo. Obsažené přírodní hormonálně účinné látky zvané kukurbitol zpomalující proces stárnutí. Mužům doporučují odborníci dýňová semínka jako prevenci proti zbytnění prostaty.

#### Úprava dýňových semen
Dýňová semínka propláchněte vodou a nechte usušit. Dají se konzumovat bez dalších úprav, lze je nasucho opražit na pánvi či upéct v troubě. Jsou skvělá do salátů či do pečiva nebo se dají jíst jen tak.

## Nároky na prostředí
Tykev olejná je rostlina velmi náročná na teplo a živiny. Pro tykev jsou vhodné půdy humózní, hlinité, písčitohlinité, záhřevné. Mohutný kořenový systém dokáže zásobovat rostliny velkým množstvím vody i v období velkého sucha. Na předplodinu nemá tykev zvláštní nároky. Sama je zlepšující plodinou osevního postupu. Dáváme ji mezi dvě obilniny. Pozemek volíme rovinný nebo s malou svažitostí k jihu nebo jihozápadu. Tykev nesnáší zastínění. Rozhodující význam pro výnos má stará půdní síla s dobrou zásobou živin. Podmínkou je organické hnojení na podzim.

## Příprava půdy a setí
Tykev olejná je citlivá na udržení klíčivosti, proto je nutné před výsevem ověřit klíčivost. Termín setí se řídí teplotou půdy, která musí být 12 °C v hloubce 10 cm. Rostliny nesmějí vzejít dříve než přejdou květnové mrazíky. Meziřádková vzdálenost je vhodná v rozsahu 120–150 cm. Vzdálenost v řádku 35–40 cm. Počet plodných rostlin by neměl klesnout pod 15 000 na hektar. Hloubka setí 2–3 cm.

## Ochrana rostlin
Po vzejití tykve je možné likvidovat plevele mechanickou kultivací. Je důležité udržet porost bez plevelů především v počátečních růstových fázích. V dalších růstových fázích hustý pokryv listů brání vzcházení plevelů.

## Sklizeň

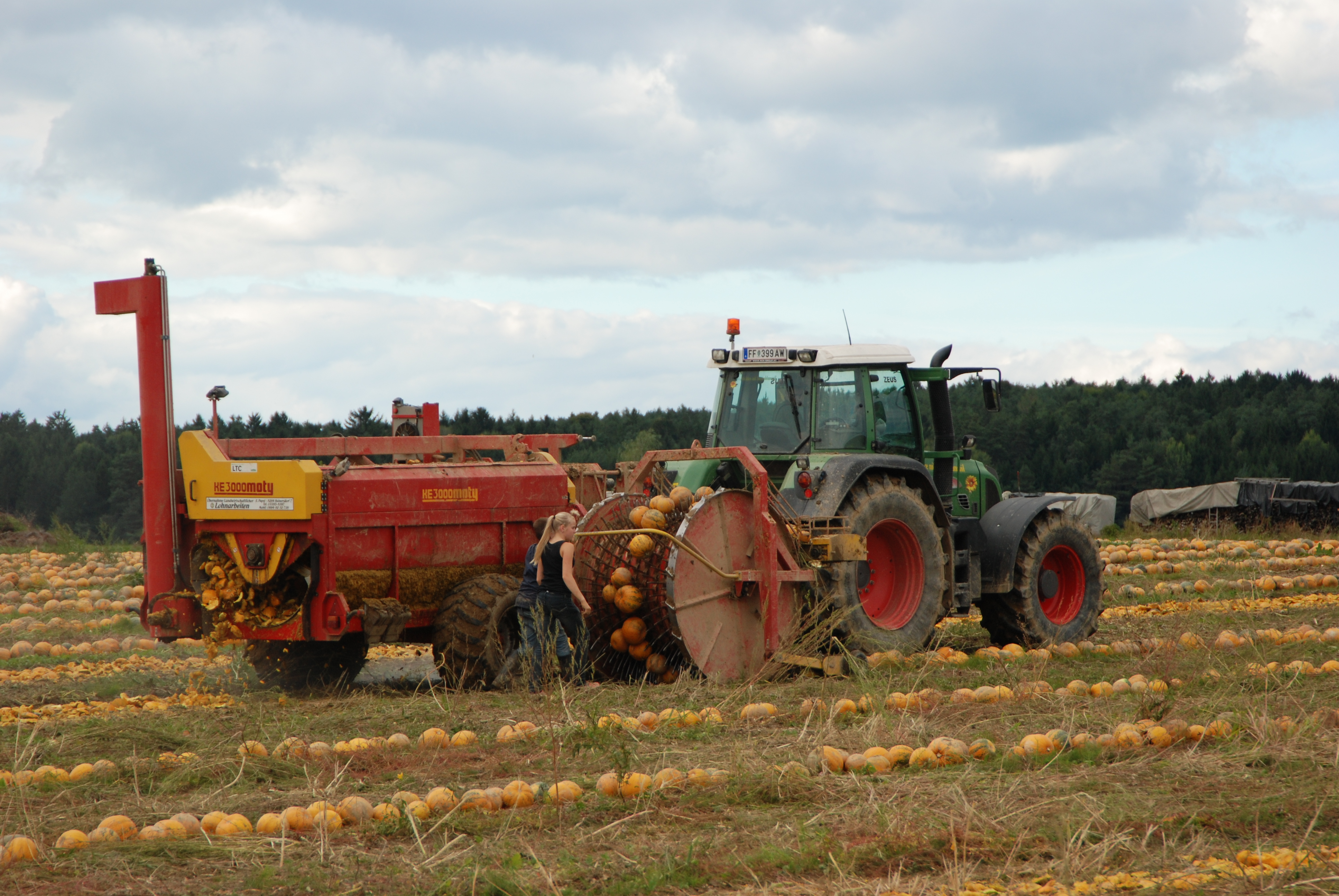
Mechanizovaná sklizeň ve Štýrsku

S přípravou porostu ke sklizni začínáme když většina plodů změní zelenou barvu na žlutou. Z rozkrojeného plodu se lehce uvolňují jádra. Nejprve se plody nařádkují a oddělí od lodyhy. Tím urychlíme fyziologické dozrávání a usnadníme uvolňování jádra z dužniny. Plody sklízíme 5–7 dní po nařádkování. Výnos suchých semen bývá v průměru 500–700 kg.ha−1.

## Galerie

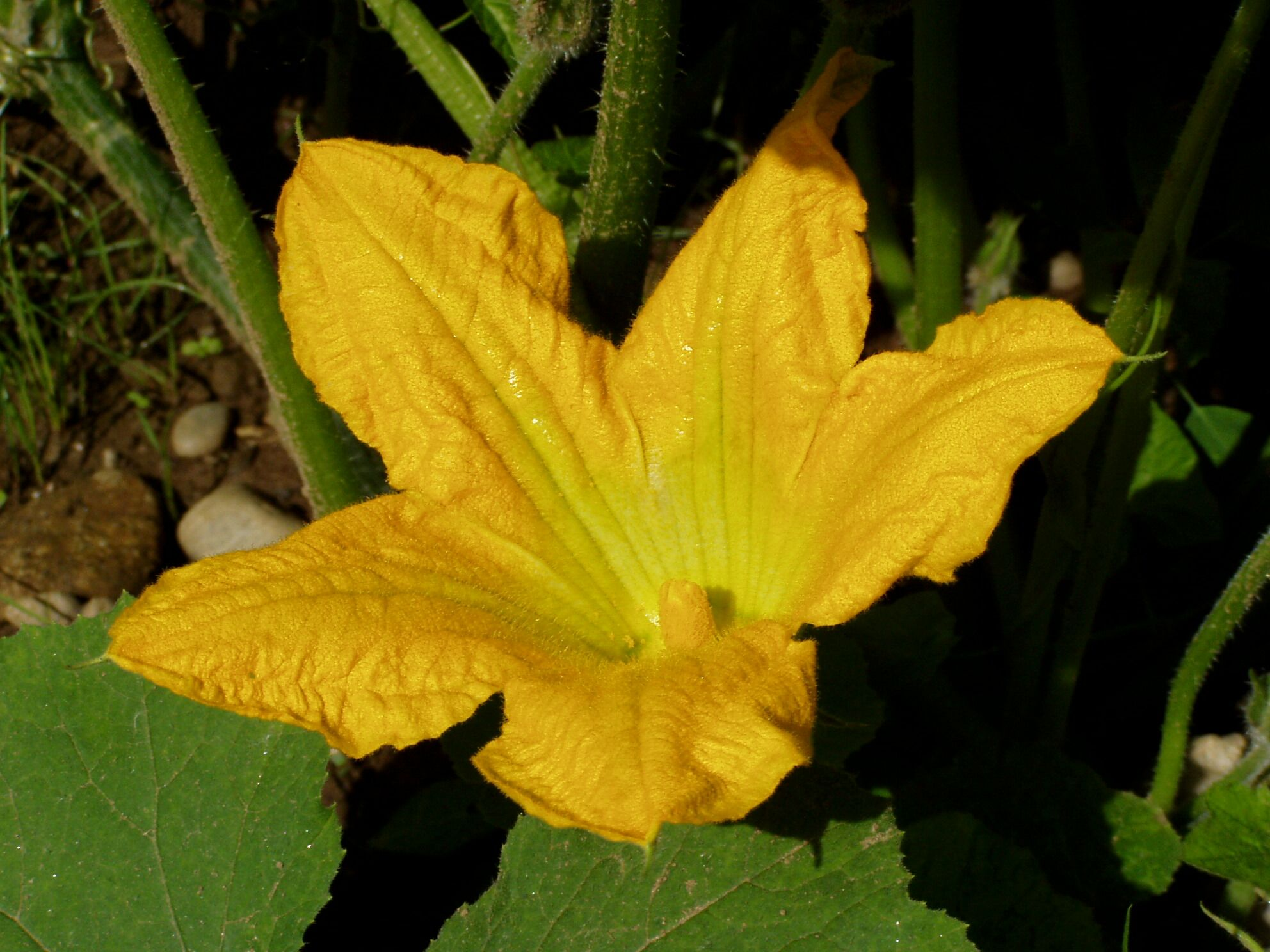
Květ tykve olejné
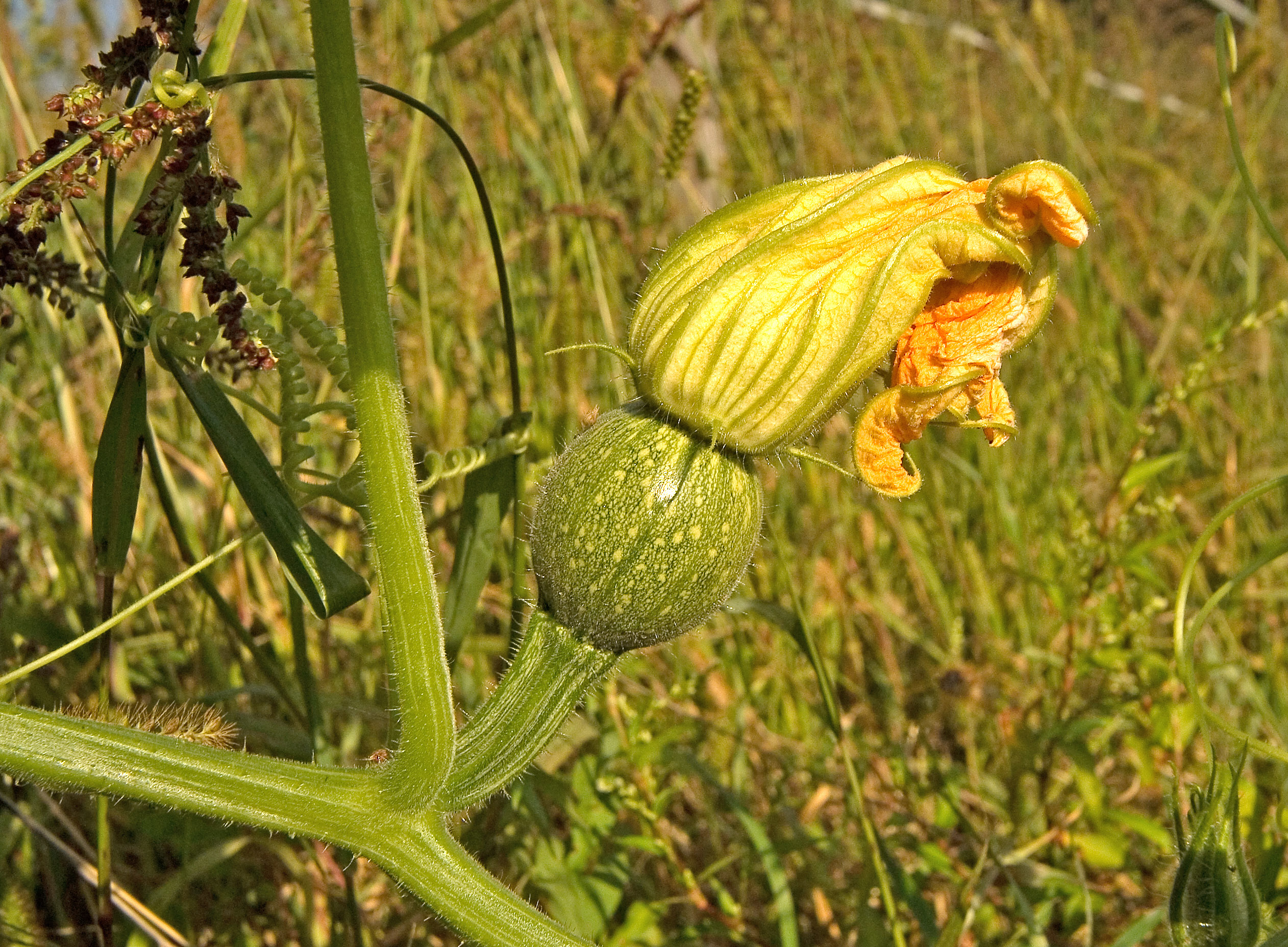
Základ plodu
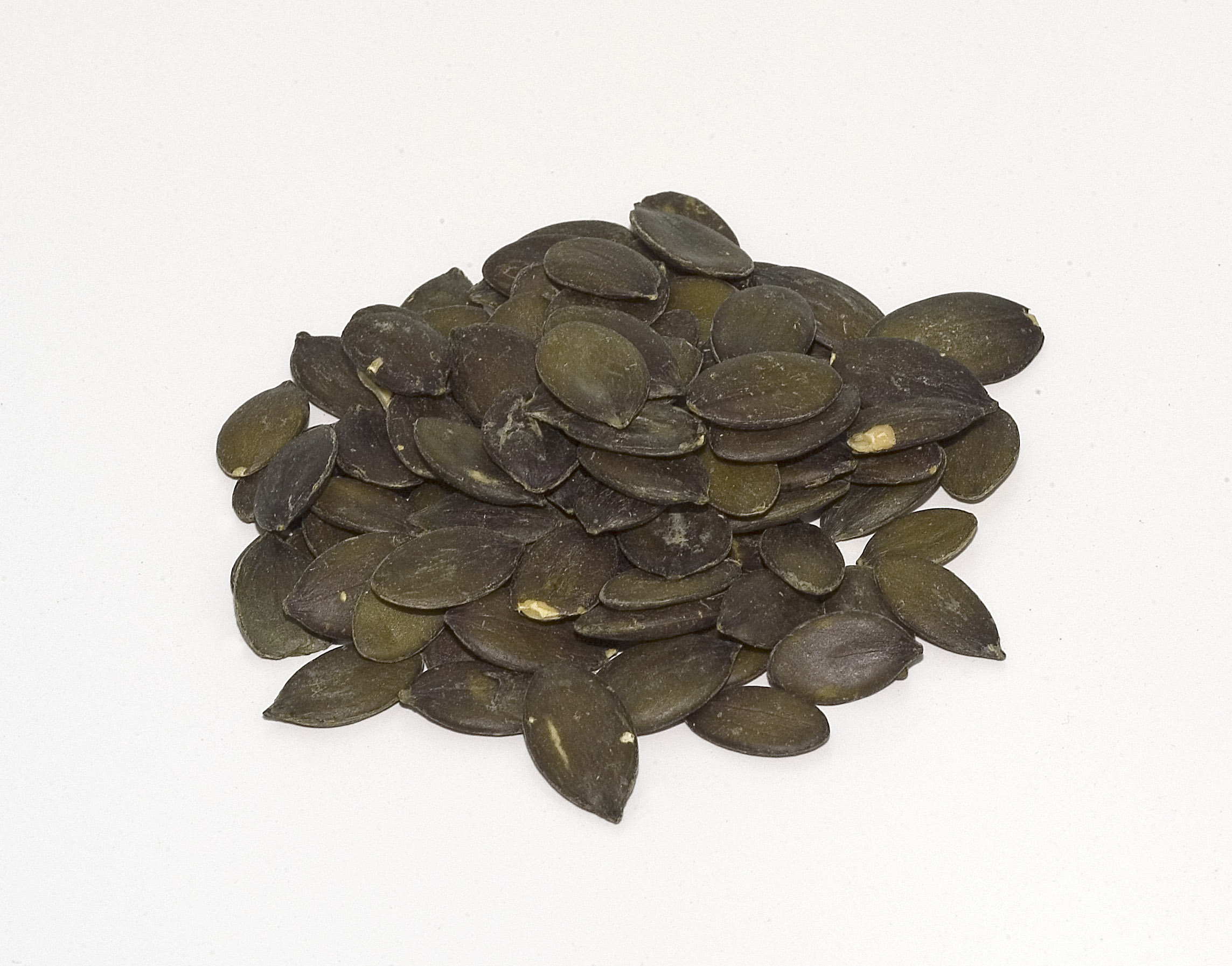
Semena tykve olejné
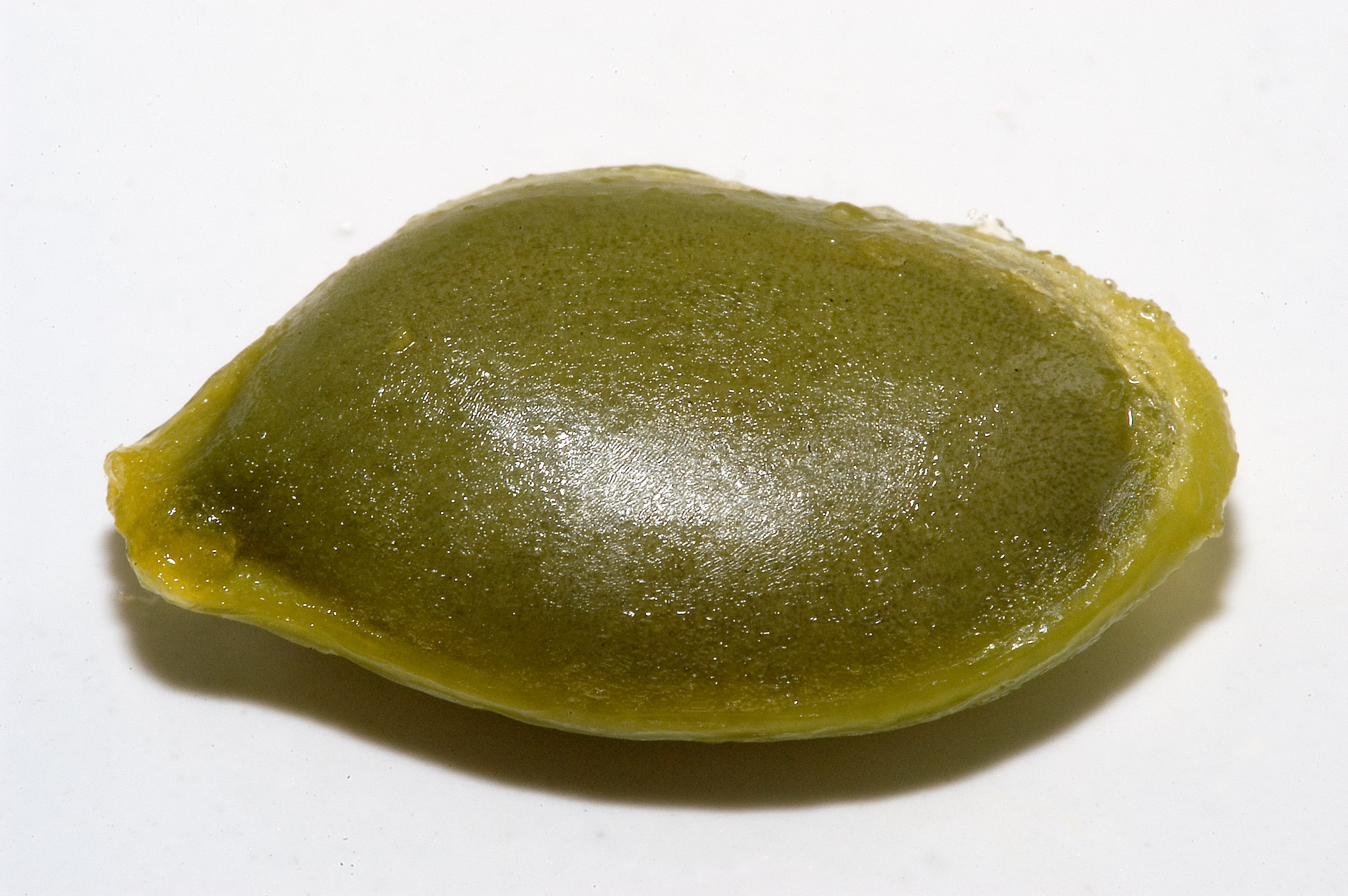
Detail semene